# Sljepulje
Sljepulje (Myxini, Myxinoida) su takson koji se zajedno s paklarama i nizom izumrlih prvobitnih lubanjaca (Craniata) svrstava u nadrazred besčeljusnih. Prema danas važećoj filogenetičkoj sistematici, sljepulje se smatraju sestrinskom grupom svih lubanjaca. Danas postoji još 78 vrsta sljepulja. Žive u svim morskim područjima (izuzetak je Crveno more, Arktički ocean i područje oko Antarktike) na dubinama od 30 do 2.000 m.

## Osobine
Sljepulje su najčešće duge između 35 i 60 cm, iako ima manjih (do 18 cm Myxine pequenoi), ali i većih (do 1 m Epaptretus carlhubbsi). Boja im se najčešće između bijele i blijedo ružičaste, iako ima i vrsta koje su tamno ružičaste ili čak crvenosmeđe. Na koži nemaju krljušti. Umjesto toga, obavijene su debelim slojem guste sluzi. Repni dio je bočno spljošten i oivičen vjencem peraja od leđne preko repa do trbušne strane. Analni otvor nalazi se neposredno ispred završetka perajnog vjenčića na trbušnoj strani.
Prednji kraj životinje razaznaje se po brcima na tom dijelu tijela. To su tri para velikih izraslina i jedan par malih ticala. Vrlo su pokretljivi i osjetlivi na dodir. Sasvim sprijeda imaju i nosni otvor, dok se usta nalaze s donje strane. Oči su im jako zakržljale i prekrivene kožom, tako da nisu vidljive. Nemaju leću kao niti šarenicu, i vidne sposobnosti su im vrlo ograničene. Ali zato imaju na koži receptore osjetljive na svjetlo, tako da mogu razaznati količinu svjetla u okolini. Glavna osjetila su im njuh i opip.
Sluz se stvara u stanicama u koži, izlazeći van na pore. Sluz sadrži, između ostalog, keratinske proteine, što daje sluzi njenu žilavu konzistentnost.

## Stanište i hrana
Sljepulje veći dio vremena provode ukopane u sediment morskog dna. Ukapaju se prvo stražnjim dijelom tijela uvijajući se, da bi si onda, sporije, pomagale u ukapanju i glavom. Populacije koje žive na dubinama do kojih još dopire svjetlo aktivne su prije svega noću.
Hrana su im s jedne strane organizmi koji žive na dnu, maleni mekušci, crvi, jednostaničari i bakterije, a s druge strvinom riba i drugih većih životinja. Sljepulje vrlo efikasno iskorištavaju te lešine. Da bi ušle u njihovu unutrašnjost kako bi se obranile od prijetnja izvana, sljepulje koriste tjelesne otvore. Pored uginulih, napadaju još žive, ranjene ili bespomoćne životinje, kao primjerice ribe ulovljene u mrežu. Time nanose značajne štete ribarstvu.  

## Razmnožavanje i razvoj
Sljepulje su dvospolci, što znači da u tijelu razvijaju i muške i ženske gamete. Pri tome, gamete različitog spola vjerojatno sazrijevaju s vremenskim pomakom, kako bi se izbjegla samooplodnja. Tvorba gameta odvija se u gonadi koja se nalazi u stražnjem dijelu tijela životinje.
Oplodnja jajnih stanica odvija se u otvorenoj vodi. Pri tome je više jajašaca međusobno povezano, a građena su ovalno, s velikim udjelom žumanjka. Nakon završenog razvoja, iz jaja izlaze mlade životinje koje su odmah nalik odraslim sljepuljama, ne postoji larveni stadij.

## Sistematika

### Vanjska sistematika
Sljepulje se obično, zajedno s paklarama (Petromyzontida), svrstavaju u besčeljuste (Agnatha), a unutar njih, kako bi ih se razdvojilo od različitih fosila, zajedno u kružnouste. Ovo zajedničko grupiranje sljepulja i paklara na temelju niza morfoloških i fizioloških osobina moderna filogenetička sistematika uglavnom odbija prihvatiti jer vjerojatno ne odgovara rekonstrukciji filogenetskog stabla, dakle, ne odgovara evolucijskom razvoju ove skupine životinja. Međutim, novija usporedna istraživanja genoma 2002 i 2003 paklara i sljepulja ipak čine njihovu blisku srodnost vrlo vjerojatnom. 
```
---- 
kralježnjaci
 (Vertebrata)
  |-- 
besčeljusti
 (Agnatha)
  |  |-- 
sljepulje
 (Myxoinoida)
  |  '-- 
paklare
 (Petromyzontidae)
  |
  '-- 
čeljustouste
 (Gnathostomata)
```

Danas se paklare redovno svrstavaju zajedno s višim lubanjcima (između ostalih s hrskavičnjačama, koštunjačama i kopnenim kralježnjacima) u kralježnjake. Temelj tome je čitav niz zajedničkih osobina koje su se razvile tek nakon odvajanja sljepulja. Među ostalim, to su mišići koji se nalaze u bazi peraja, srce koje ima živce, građa slezene i pankreasa i niz fizioloških svojstava. Trenutno se razvojno stablo vidi uglavnom ovako:
```
---- 
lubanjci
 (Craniota)
  |-- 
sljepulje
 (Myxoinoida)
  '-- 
Myopterygia

    |-- 
paklare
 (Petromyzontidae)
    '-- 
čeljustouste
 (Gnathostomata)
```

### Unutrašnja sistematika
Oko 60 recentnih vrsta sljepulja dijeli se na dva taksona koja se u klasičnoj sistematici smatraju potporodicama jedine porodice Mixinidae. Kao specifična obilježja koriste se položaj i broj sluznih pora kao i rožnati zubi. Najvažnije obilježje za razlikovanje potporodica je broj izvana vidljivih škržnih otvora. Pri tome kod
- Myxininae, koja ima 23 vrste podijeljene u četiri roda, postoji sam jedan vanjski škržni otvor i na njega izlaze svi škržni kanali:
  - Myxine
  - Nemamyxine
  - Neomyxine
  - Notomyxine

- Eptatetrinae s 35 vrsta svrstanih u 2 roda. Ove vrste imaju više od jednog škržnog otvora, njihov broj najčešće odgovara broju škržnih džepova. Uzajamne veze između ovih vrsta nisu sasvim razjašnjene.
  - Eptatretus
  - Paramyxine